# Microcrambus jolas
Microcrambus jolas là một loài bướm đêm trong họ Crambidae.